# Никозия (окръг)
Никозия е един от шестте окръга на Кипър. Главен град е националната столица Никозия. Северната част на окръга е под контрола на Севернокипърската турска република. Гръцката част на окръг Никозия е с население от 325 756 жители (2011 г.).

## Селища
- Агия
- Агия Ейрини
- Агия Марина
- Агия Марина (Скилура)
- Агия Варвара
- Агиои Тримитиас
- Агиос Дометиос
- Агиос Епифаниос
- Агиос Георгиос
- Агиос Георгиос Лефкас
- Агиос Йоанис (Пиргос)
- Агиос Йоанис Малунтас
- Агиос Николаос Лефкас
- Агиос Созоменос
- Агиос Теодорос
- Агиос Василейос
- Аглантдзия
- Агрокипия
- Агроладу
- Акаки
- Алампра
- Алевга
- Алитину
- Алона
- Ампелику
- Аналионтас
- Анагейя
- Анголеми
- Афантия
- Аплики
- Аредиу
- Аргаки
- Аскас
- Астромеритис
- Авлона
- Бейкиои
- Халери
- Хрисида
- Хрисилиу
- Дали
- Денейя
- Дио Потамои
- Елия
- Епихо
- Епископьо̀
- Ергатес
- Евриху
- Ексометохи
- Фармакас
- Фикарду
- Филани
- Фтерикуди
- Филия
- Галата
- Галини
- Геракиес
- Гери
- Геролакос
- Гьонели
- Гури
- Каймакли
- Какопетрия
- Калиана
- Кало Хорио
- Кало Хорио (Чамликьой)
- Калопанайотис
- Каливакия
- Кампи
- Кампия
- Кампос
- Капути
- Канли
- Канавия
- Капедес
- Капура
- Каравостаси
- Каталионтас
- Като Дефтера
- Като Фласу
- Катокопия
- Като Кутрафас
- Като Лакатамия
- Като Мони
- Като Пиргос
- Като Зодия
- Катидата
- Казивера
- Клиру
- Кокина
- Кокинотримития
- Кораку
- Котсиатис
- Куру Монастири
- Кира
- Китрея
- Лагудера
- Латсия
- Лазаниас
- Лефка
- Лимитис
- Лину
- Ливадия
- Луруджина
- Лутрос
- Лимпия
- Литродонтас
- Малунта
- Мамари
- Мандрес
- Мансура
- Марги
- Масари
- Матиатис
- Менико
- Миа Милия
- Миликури
- Митсеро
- Мора
- Морфу
- Мосфилери
- Мутулас
- Нео Хорио
- Никозия
- Никитари
- Никитас
- Нису
- Оикос
- Орунта
- Ортакиои
- Пахиамос
- Палайхори
- Палайкитро
- Палайометохо
- Пано Дефтера
- Пано Фласу
- Пано Кутрафас
- Пано Лакатамия
- Пано Пиргос
- Пано Зодия
- Педулас
- Пантагейя
- Пера
- Пера Хорио
- Перистерона
- Перистеронари
- Петра
- Петра ту Дигени
- Пигения
- Платанистаса
- Политико
- Полистипос
- Потами
- Потамия
- Потамос ту Кампу
- Прастио
- Псимолофу
- Пироги
- Саранти
- Селади ту Апи
- Селемани
- Сия
- Синаорос
- Скуриотиса
- Скилура
- Спилия
- Сирианохори
- Темврия
- Трахони
- Трахонас
- Цакистра
- Цери
- Тимву
- Варисейя
- Вони
- Вроиша
- Визакия
- Ксеровунос
- Ксилиатос
- Зодейя